# Trichaeta vigorsi
Trichaeta vigorsi là một loài bướm đêm thuộc phân họ Arctiinae, họ Erebidae.